# El Palmar (Valencia)

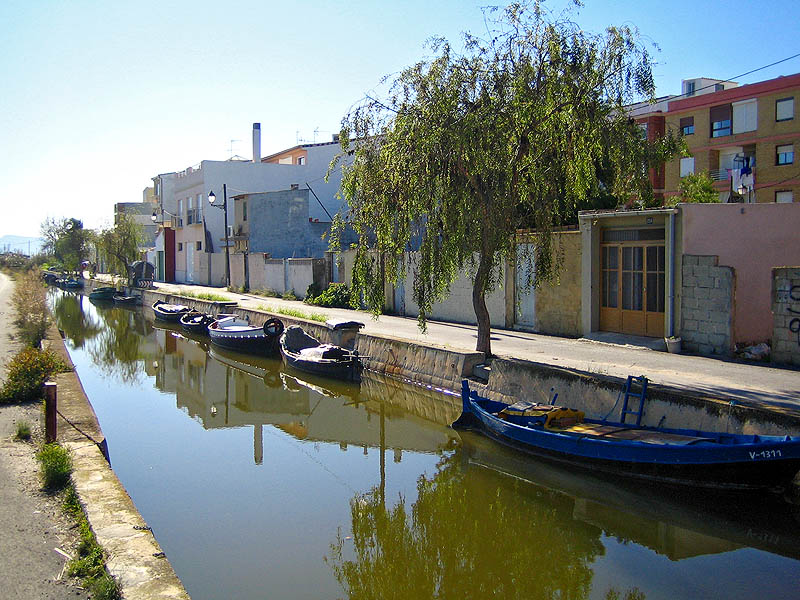
Calle y canal con barcas de la Albufera.

El Palmar es una pedanía de la ciudad de Valencia, perteneciente al distrito de los Poblados del Sur, con una población integrada dentro de los 825.948 habitantes registrados en el municipio en 2024 y situado en el interior del Parque Natural de l’Albufera, espacio protegido declarado sitio Ramsar y de alto valor ecológico. Contaba con 763 habitantes censados en 2022.
Se ubica en una isla delimitada por la Sequiota, la acequia de Junsa al noreste, el propio lago de la Albufera y la acequia vieja de la Reina por el oeste y la vieja del Palmar por el sur. Es una de las pedanías más conocidas y características del lago, emplazada en medio de zonas de regadío, y conserva algunas de las tradicionales barracas de la zona. La novela Cañas y barro (1902), de Vicente Blasco Ibáñez, y la serie de televisión El embarcadero (2019), creada por Álex Pina, se ambientan en El Palmar y sus alrededores.

## Toponimia
El topónimo parece derivar de la abundancia en palmitos que hubo en la isla y sus alrededores.

## Historia
En época musulmana ya debió existir una alquería andalusí en la isla, ya que en el Llibre del Repartiment de Jaime I se hace la donación de una tal Alquería de la Alcudia, situada en la isla de El Palmar. El 15 de febrero de 1248, al abandonar El Palmar los musulmanes que lo habitaban, se ordena "detener hasta cosa de 100 moros con sus mujeres e hijos en aquella Alquería, porque eran necesarios para el gobierno de treinta barcas [...]". Aunque las disposiciones de Jaime I fueron muy favorables a la pesca en la Albufera, parece muy probable que durante varios siglos la población no fuera constante, y que la mayoría de las barracas pertenecían a habitantes de Valencia, Ruzafa, Catarroja o Silla, que las construían para guardar los útiles de pesca y guarecerse en caso de necesidad.
No fue hasta la segunda mitad del siglo XVIII que los pescadores y sus familias comenzaron a establecer su residencia en la isla y se cree que la ermita ya existía en 1778. De su procedencia existen varias versiones, aunque casi todas determinan su origen en Catarroja, Torrente y, más posiblemente, en Ruzafa, donde parece ser que en un principio las mujeres se quedaron mientras los hombres iban y venían de El Palmar. Así se recuerda en una antigua canción rusafí:

La vida del pescador
també té el seu cantar:
el dissabte cap a casa
i el dilluns cap al Palmar.
La vida del pescador
también tiene su cantar:
el sábado para casa
y el lunes para El Palmar.

Pascual Madoz lo confirma en 1849 en la descripción que hace de El Palmar, la primera que habla de su aspecto como poblado:

Palmar: cas[erío] con alc[alde] p[edáneo] de la prov[incia] y part[ido] jud[icial] de Valencia, térm[ino] jurisd[iccional] de Ruzafa. Sit[uado] á S. del mismo, distante unas dos horas, el cual puede ser considerado una especie de isla de la Albufera. Comprende 5 casas y unas 100 barracas, todas ellas agrupadas formando 2 calles y una igl[esia] dedicada al Niño Jesús [...] en él no hay vec[inos] propiamente dichos; sus casas y barracas pertenecen á 109 pescadores de profesion, que ejercen su ind[ustria] en igual número de barcas, sirviéndoles aquéllas de albergues en los tiempos de pesca; pero cuando por razón de los temporales ó por las crecidas del lago de la Albufera queda el Palmar convertido en una isla del mismo [...] abandonan aquel cas[erío] y se retiran a Ruzafa ó su huerta de donde son vec[inos], y donde tienen sus mujeres y familias [...]
Diccionario de Madoz

Según el censo más antiguo que se conserva, de 1854, contaba con 65 barracas y una ermita (dependiente de la iglesia de Pinedo), tenía 289 habitantes y pertenecía la municipio de Ruzafa. En 1877 El Palmar, junto con todo el municipio de Ruzafa, pasó a integrarse en el municipio de Valencia. En la década de 1930 el tipo de vivienda más habitual ya era la casa unifamiliar de planta baja y piso, que había ido sustituyendo a la tradicional barraca especialmente desde el incendio que en 1855 había destruido más de la mitad del poblado. Fue también en la década de 1930 cuando, con la construcción de tres puentes sobre las acequias de la isla, El Palmar dejó de ser propiamente una isla para unirse por tierra con la carretera Nazaret-Oliva (actual CV-500).

## Demografía
En 1854 contaba con 289 habitantes, cifra que siguió aumentando hasta los 351 en 1866 y los 436 en 1874. En 1910 eran ya 671 y, en 1930, se había más que duplicado hasta alcanzar los 1410 habitantes. Entonces el crecimiento disminuyó, para llegar a 1543 habitantes en 1950, la cantidad más alta de su historia, ya que a partir de entonces la población no ha hecho más que decrecer hasta los 755 que había en 2017.

## Economía

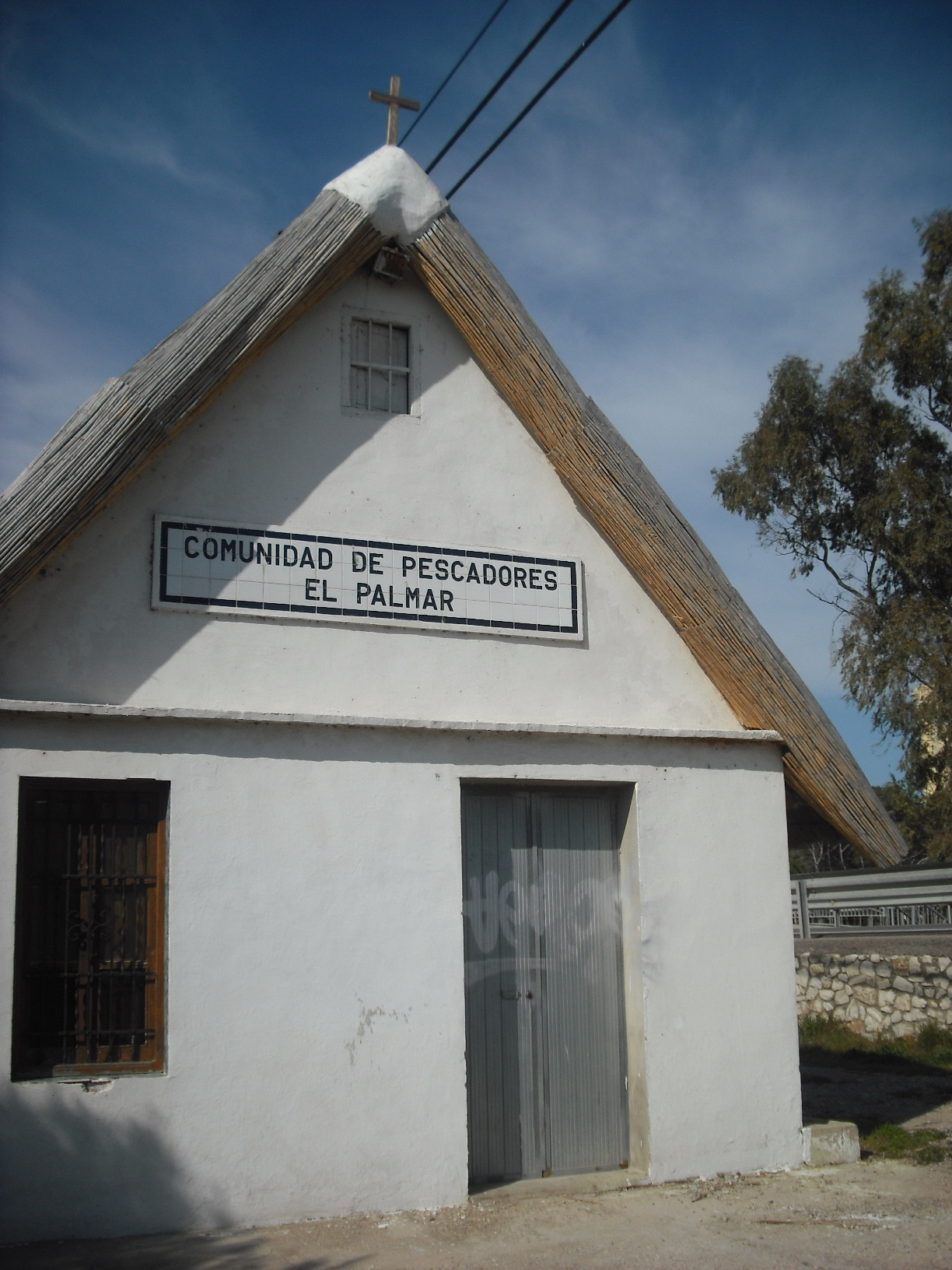
Sede de la Comunidad de Pescadores de El Palmar.

Si bien la economía de El Palmar ha estado tradicionalmente unida a la pesca y el cultivo de arroz, a partir de la década de 1960 empezó a derivar hacia la industria, la hostelería y el comercio, que actualmente ocupan a la mayoría de la población.

### Pesca
Tradicionalmente, la economía de El Palmar ha estado estrechamente unida a la pesca. Esta actividad se practicaba mediante técnicas artesanales y organizadas por la Comunidad de Pescadores. Destacan tres tipos de pesca en este territorio: en companyia  (en cuadrillas organizadas), al redolí  (mediante la utilización de redes fijas asignadas por sorteo. Los redolins son puntos fijos de pesca que se reparten antes de empezar la campaña mediante sorteo, que se realiza el segundo domingo de julio en la Junta de Redolins), y al involant (pesca libre y autónoma. Menos rentable ya que se realiza en la parte más pobre del lago). Entre las especies más destacadas de la pesca de El Palmar se encuentran la anguila la anguila, la tinca y la lisa. El uso de barquets (barcas tradicionales) era común hasta la motorización.

### Agricultura (cultivo de arroz)
El cultivo de arroz en El Palmar fue introducido tras los aterraments. Estos consistían en ganar tierra al lago de la Albufera para convertirla en terreno agrícola, especialmente para el cultivo del arroz. La Comunidad de Pescadores también regulaba la actividad agrícola, existiendo una estructura social basada en la propiedad de la tierra. Hasta la década de 1970, la recolección del arroz se practicaba mediante el ciclo tradicional del arroz, que incluía fases como la perellonà, aixugà, xiruga, siembra, birbar (eliminar malas hierbas) y la siega. A partir de 1970, se impuso la Revolución Verde mecanización, fertilizantes, pesticidas, etc., reduciendo la necesidad de mano de obra. La mecanización y la baja rentabilidad provocaron el abandono de esta práctica por parte de muchos.

### Cambio económico
Desde mediados del siglo XX, la pesca y la agricultura entran en crisis por factores como la contaminación del lago debido al uso de fertilizantes, la mecanización agrícola que reduce bruscamente la mano de obra, o por los bajos precios del pescado y la subida de cuotas a la Comunidad de Pescadores. En este contexto se produce un proceso de terciarización en el que crece el sector servicios, especialmente hostelería y turismo, los restaurantes y paseos en barca reemplazan a las actividades tradicionales como principales fuentes de ingresos, y la Albufera pasa de ser medio de producción (pesca) a bien de consumo (turismo). La pesca y el arroz ya no son suficientes para vivir: muchos habitantes los ejercen como actividad secundaria o de forma parcial. Este cambio provoca despoblación, envejecimiento y pérdida de identidad tradicional.

## Política
El Palmar depende del ayuntamiento de Valencia en consideración de barrio del distrito de Poblados del Sur (en valenciano Poblats del Sud). Sin embargo, dada su condición de poblamiento rural, cuenta, de acuerdo con las leyes estatales y autonómicas pertinentes, con un alcalde de barrio que se encarga de velar por el buen funcionamiento del barrio y de las relaciones cívicas, firmar informes administrativos y elevar al ayuntamiento de la ciudad las propuestas, sugerencias, denuncias y reclamaciones de los vecinos.
| Periodo   | Nombre                                                                 | Partido |
| --------- | ---------------------------------------------------------------------- | ------- |
| 1979-1983 | Fernando Martínez Castellano (1979) Ricard Pérez Casado (1979-1983)    |         |
| 1983-1987 | Ricard Pérez Casado                                                    |         |
| 1987-1991 | Ricard Pérez Casado (1987-1988) Clementina Ródenas Villena (1988-1991) |         |
| 1991-1995 | Rita Barberá Nolla                                                     |         |
| 1995-1999 | Rita Barberá Nolla                                                     |         |
| 1999-2003 | Rita Barberá Nolla                                                     |         |
| 2003-2007 | Rita Barberá Nolla                                                     |         |
| 2007-2011 | Rita Barberá Nolla                                                     |         |
| 2011-2015 | Rita Barberá Nolla                                                     |         |
| 2015-2019 | Joan Ribó i Canut                                                      |         |
| 2019-2023 | Joan Ribó i Canut                                                      |         |

## Transportes
El Palmar está comunicado mediante carreteras secundarias con la CV 500, que enlaza al norte con Valencia (convertida en autovía a partir de El Saler) y por el sur con Sueca. Está unido con Valencia mediante la línea 24 de EMT Valencia.

## Servicios públicos
El Palmar cuenta con una sede de la Universidad Popular, que realiza actividades de animación sociocultural, educación para personas adultas y educación no reglada, así como con una Sociedad Instructivo-Musical, y también un centro de actividades para personas mayores, en el que se realizan actividades socioculturales y recreativas, de convivencia, de mantenimiento físico y talleres y cursos diversos. Existe además una Instalación Deportiva Elemental, que incluye un campo de predeporte, una canasta de baloncesto, un campo de fútbol 3x3, una pista de petanca e instalaciones para tenis de mesa y ajedrez. El Palmar cuenta, asimismo, con un consultorio médico auxiliar.

## Patrimonio

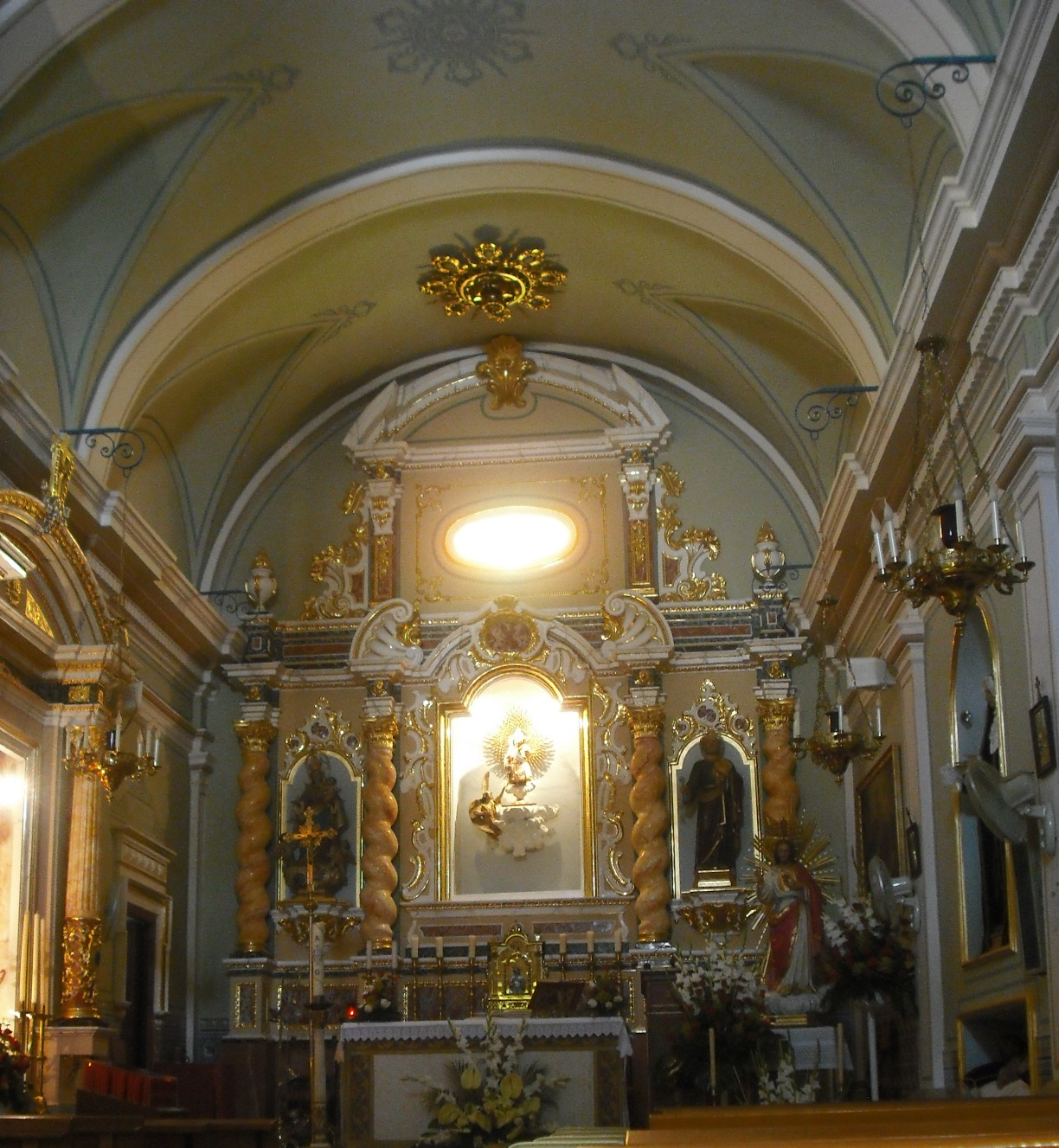
Interior de la iglesia del Niño Jesús del Huerto.

- Lago de la Albufera: Laguna costera somera (profundidad media de 1 m) con una extensión de 23,94 km² de agua dulce que se incluye en su totalidad dentro de los límites de El Palmar.
- Iglesia parroquial del Niño Jesús del Huerto: Se fundó en 1895 según la placa que figura en el templo, pero se cree que ya existía como ermita a finales del siglo XIX. Dependió de la parroquia de Pinedo hasta 1942, en que se constituyó en parroquia propia.[7][5] Consta de una sola nave, con el techo abovedado. La fachada, que carece de decoración, es simétrica, con un único hueco sobre el acceso, y termina sinuosamente con un ligero festón.[16] Sobre esta se levanta una espadaña en la que se sitúa la campana.[3] En su interior existes tres pequeños retablos de azulejos, presentando el central la imagen del Niño Jesús del Huerto.[4]
- Hogar del Pescador: edificio construido hacia 1980 que se alza en la plaza de la Sequiota.
- Embarcadero: Es un edificio aislado, de una sola altura y planta rectangular, que se construyó hacia 1940 en las afueras de la localidad.[3]
- Comunidad de Pescadores: Se trata de un edificio, construido en la década de 1920.[3]

## Urbanismo

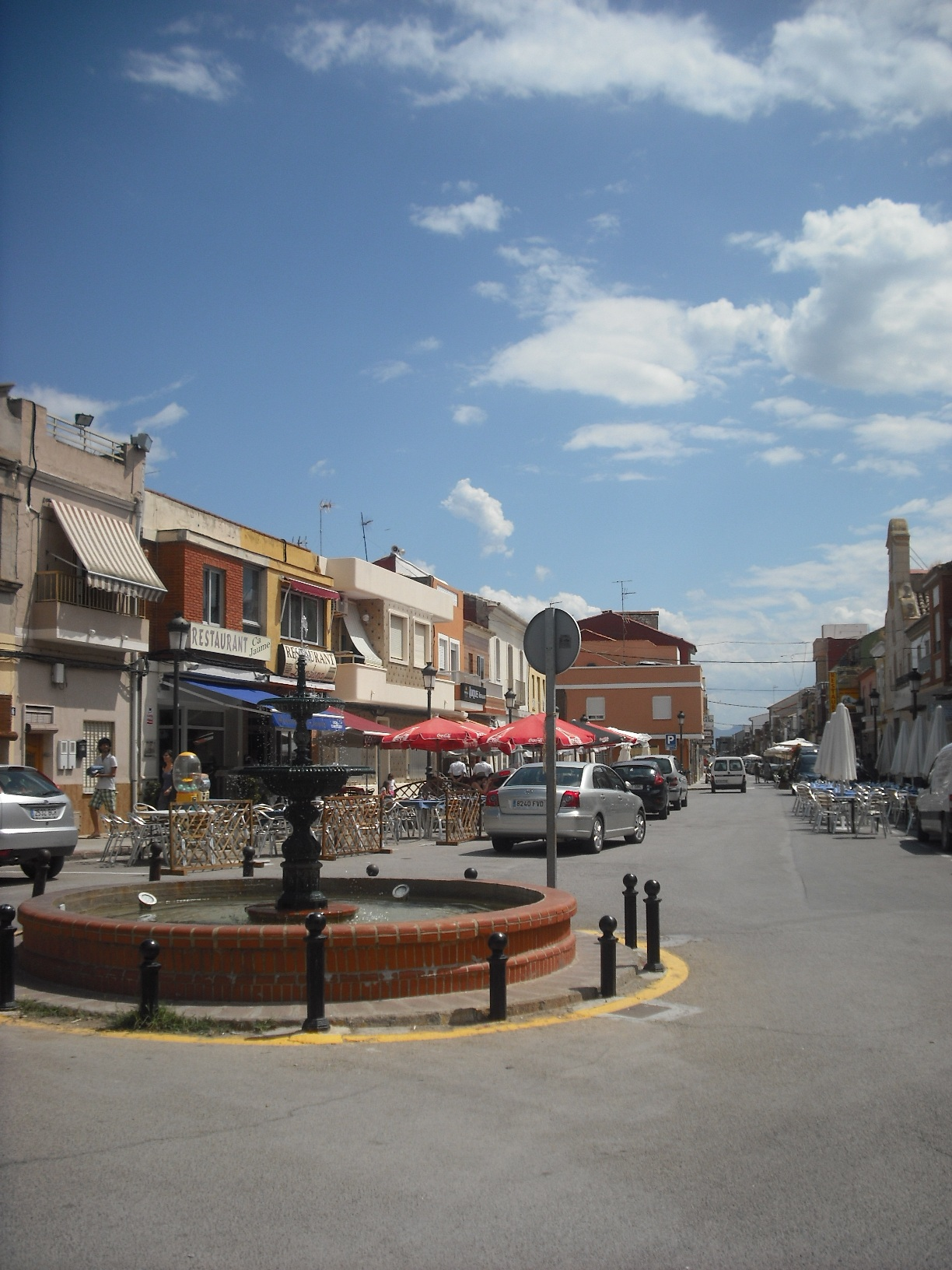
Plaza de la Sequiota de El Palmar.

El núcleo original de El Palmar se encuentra alrededor de la plaza de la Sequiota, centro neurálgico, donde se halla la iglesia parroquial y en torno a la que se construyeron las primeras barracas, denominadas barracas con culata o de cul de mona, ya que tenían (y siguen teniendo las que se conservan) la parte trasera redondeada a fin de romper los frecuentes e intensos vientos que soplan en la isla. A partir de esta plaza se extienden dos ejes paralelos en dirección norte-sur que, cruzados en retícula por un buen número de calles perpendiculares, conforman el característico plano alargado de la población.

## Cultura

### Fiestas
- San Lluís Gonzaga: Patrono de la juventud cristiana y protector de los jóvenes estudiantes, quién pasó por muchas incomprensiones y sufrimientos en la “vida de lujo” que tuvo que experimentar, hasta que escuchó un “llamado especial”.

Normalmente empiezan la última semana del mes de julio. Siendo las fiestas más esperadas de toda la juventud.
- Fiestas del Cristo de la Salud: Se celebran a principios de agosto concretamente el día 4 de agosto (romería con barcos por la Albufera). El día 6 se celebra la fiesta grande (día del Salvador), con una misa en su honor y una procesión por la noche por todas las calles del pueblo del Palmar.

- San Roque: Hasta mediados de la década de 1960, en torno a la fecha de San Roque (16 de agosto), en que ya no se pescaba y el arroz aún no había madurado, los vecinos de El Palmar tenían la costumbre de embarcar gran parte de sus enseres y partir a El Perellonet donde, utilizando las velas a modo de toldo, formaban un pequeño campamento. Sin embargo, las autoridades prohibieron esta romería con la llegada del turismo y la urbanización de la zona.[3]

## Medio ambiente
El Palmar está situado en el corazón del parque natural de la Albufera, un ecosistema único y protegido en la Comunidad Valenciana. Este parque es clave para la biodiversidad de la región y está reconocido internacionalmente como humedal de importancia a través de la Convención Ramsar. Dentro de este espacio, El Palmar juega un papel crucial en la conservación de especies como el fartet y el samaruc, así como de aves acuáticas como la garza imperial y el aguilucho lagunero.
La pesca sigue siendo una de las actividades tradicionales más importantes de la zona. La Comunidad de Pescadores de El Palmar, una de las más antiguas de Europa, gestiona de manera sostenible los recursos del lago de l’Albufera, ayudando a proteger el entorno natural.
Además, El Palmar y l’Albufera están siendo considerados para obtener la distinción de reserva de la biosfera por la UNESCO, lo que destacaría aún más su valor ecológico a nivel mundial. Esta candidatura busca reconocer el equilibrio entre la naturaleza y las actividades humanas que se llevan a cabo en el área, como la pesca, el cultivo de arroz y el turismo responsable.
A pesar de los esfuerzos de conservación, El Palmar enfrenta desafíos como el cambio climático, la contaminación y el aumento del turismo. Por ello, se han puesto en marcha diversas iniciativas para proteger el ecosistema y garantizar su sostenibilidad a largo plazo.